# Kisborosnyó
Kisborosnyó (románul Boroșneu Mic) falu Romániában Kovászna megyében.

## Fekvése
Sepsiszentgyörgytől 20 km-re délkeletre a Borosnyó-patak völgyében fekszik. Valószínűleg az egykor egységes Borosnyóból vált ki.

## Története
Határában a Kispatak völgyében emelkedő dombon állott egykor 
Bodzavár. Maradványait a lakosság hordta szét. A faluban több nemesi kúria is volt. Református temploma van. 1910-ben 1602 lakosából 950 román, 603 magyar és 3 német volt. A trianoni békeszerződésig Háromszék vármegye Sepsi járásához tartozott.

## Híres emberek
- Itt született Baczoni Lajos jogtudor, főiskolai jogtanár (1851–1902).
- Itt született 1868-ban Nagy Károly református püspök.
- Innen származik a Tompa család, melynek leszármazottja Tompa László és Tompa Mihály költő is.
- Itt született 1939-ben Ötvös Gyula pedagógus, helytörténész, muzeológus.